# Кримов Микола Петрович
Микола Петрович Кримов (рос. Крымов Николай Петрович 1884—1958) —  російський художник, сценограф і педагог.

## Біографія
Микола Петрович народився 20 квітня 1884 року в Москві в сім'ї професійного художника Петра Олексійовича Кримова. Батько свого часу навчався у Сергія Зарянко, котрий виховав таких відомих майстрів, як Перов, Шервуд й Жодейко, і був його улюбленим учнем.
Микола Кримов був дванадцятою дитиною в сім'ї, де батько, який викладав малювання в одній із московських гімназій, уважно ставився до творчого виховання дітей. На момент народження наймолодшого сина Миколи, старший Василь уже розпочав кар'єру художника і педагога.
Народжений в сім'ї митців, Кримов, як не дивно, був відданий на навчання до реального училища. Лише після його закінчення Кримов-старший, котрий з ранніх років розгледів у синові художній потенціал, зайнявся підготовкою Миколи до вступу у Московське училище живопису, скульптури та архітектури.
В 1904 році Кримова було зараховано на відділення архітектури, однак після успішного дебюту як художника на студентській виставці у 1906, хлопця перевели у клас живопису. Представлений пейзаж "Дахи під снігом" настільки сподобався відомим художникам Валентину Сєрову й Аполінарію Васнєцову, що ті вмовили опікунську раду придбати її для Третяковської галереї, а самі митці стали наставниками юнака. Сам Микола вважав своїм головним наставником Іссака Левітана. Хоча прославлений живописець помер іще в 1900 році, його пейзажі справили неабияке враження на Кримова і визначили подальше становлення молодого художника.

### Членство в художніх об'єднаннях
Стосунки Кримова з друзями складалися дуже добре, молодий художник завжди була можливість весело провести час, спостерігаючи за кінними перегонами або за грою в більярд. Крім того, Микола з однокласниками часто бував у домі Всеволода Мамонтова, сина відомого промисловця і мецената Савви Мамонтова.
Спілкування з відомими московськими меценатами визначило подальший творчий шлях студентів МУЖСіАр, серед яких Кримова. У 1907 році московський купець і антиквар Рябушинський, допоміг організувати виставку для випускників училища. Меценат орендував зали, спеціально прикрашені сріблястими і блакитними тканинами, що було зумовлено стилістикою робіт учасників експозиція, серед яких панівну більшість становили символісти. Через декорації виставка отримала "Блакитна троянда", а в подальшому так стали називати об'єднання художників-символістів. 
Але через несприйняття таємничості та песимізму символістів, Кримов  не затримався в "Блакитній троянді" на довго, оскільки вважав себе перш за все оспівувачем російської природи.
Незабаром молодий митець приєднався до виставки більш близького йому "Союзу російських художників", члени якого надихалися творами живописців минулих епох. В 1910 році в "СРХ" відбувся розкол, через конфлікт між московськими і петербурзькими художниками останні вийшли із об'єднання. Кримов залишився і після кількох вдалих виставок Союзу здобув визнання не лише в Російській імперії, але й закордоном.

### 1910-ті роки
В 1911 році Кримов закінчив МУЖСіАр. В цей період художник часто виїжджав до Підмосков'я, щоб уже вдома, по пам'яті, створювати нові пейзажі. Починаючи з 1913 він став винаймати будинок в селі Красково, що згодом став його літньою резиденцією. 
Маючи непоганий сценографічний досвід, Кримов зумів зацікавити Констянтина Станіславського. Режисер хотів залучити Миколу Петровича до створення декорацій для спектаклю «Чайка», але через Першу світову війну в Російській імперії оголосили загальну мобілізацію, що не оминула акторів, хористів і музикантів. Зустріч Станіславського й Кримова так і не відбулася, тому що у виставі просто не було кому грати.
В цей період відбувається інше важливе знайомство. У 1915 році Кримов зустрічає доньку старого знайомого з «СРХ» Миколи Досєкіна - Олену. Уже за рік пара обвінчалася.
Незабаром в країні відбулася революція, життя в Москві стало небезпечним через відсутність найнеобхіднішого та войовничих фанатиків, що нерідко розстрілювали заможних міщан. Тому Кримов разом з дружиною більшу частину року проводив у маєтку свого друга Всеволода Мамонтова поблизу Рязані.

### Викладацька діяльність
Після революції життя змінилося і необхідно було адаптовуватися до нової реальності. За підтримки Луначарського Кримов влаштувався у Комісію із захисту пам'яток мистецтва і старовини, і згодом отримав запрошення викладати в МУЖСіАр, який був реорганізований у Вищі художньо-технічні майстерні, а крім того, він став професором Поліграфічного інституту.

## Див також
- Радянське мистецтво
- Сценографія